# كأس حذفي 2008–09
كأس حذفي 2008–09 هو موسم من كأس حذفي. فاز فيه نادي ذوب آهن أصفهان.